# St. Konrad (Aschaffenburg)

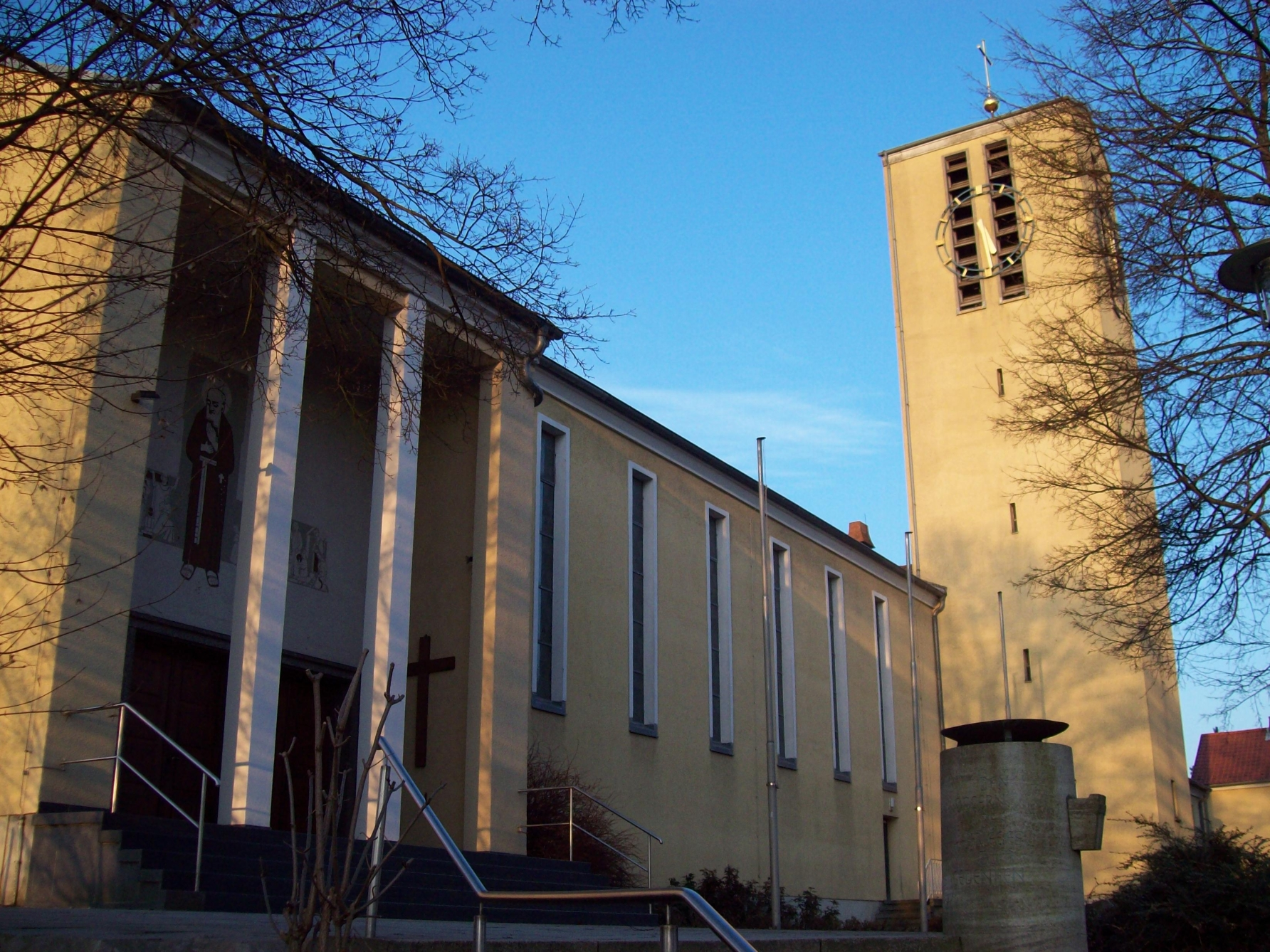
St. Konrad (2011)

St. Konrad ist eine 1953 errichtete katholische Pfarrkirche im Stadtteil Strietwald im Norden der Stadt Aschaffenburg.

## Geschichte
Für die 1933 gegründete und stetig wachsende Stadtrandsiedlung, die ab 1936 Dr.-Otto-Hellmuth-Siedlung genannt wurde, war eine Kirche offenbar nicht vorgesehen. Jedenfalls wird in der Grundsteinurkunde für die ersten 40 Häuser, die mit den Worten „Zur Erinnerung an die Stadtrandsiedlung Aschaffenburg, erbaut im Jahre der nationalen Erhebung 1933“ beginnt, keine Kirche erwähnt. Am Strietwald sollte nämlich eine nationalsozialistische Mustersiedlung entstehen, eine religiöse Betätigung der Bewohner war dabei nicht vorgesehen. Einen Antrag vom 16. September 1935 auf kostenlose Überlassung eines Bauplatzes für die Strietwälder Kirche lehnte die nationalsozialistische Stadtverwaltung unter Oberbürgermeister Wilhelm Wohlgemuth ab; auch ein 1936 vorgeschlagener Grundstückstausch wurde abgelehnt. Erhard Keller, seit 1934 Pfarrer von St. Michael, gelang es aber wenigstens, im nahen Stadtteil Damm, zu dem der Strietwald gehörte, einen Verein für Kranken und Seelsorgshilfe unter dem Patronat des 1934 heiliggesprochenen Bruders Konrad von Parzham zu gründen. Die Stadt Aschaffenburg errichtete hingegen 1937/1938 an der Gänsruh einen Kindergarten und eine NSV-Schwesternstation. Der Kindergarten wurde ab April 1945 auch als Kirchenraum genutzt. Schon 1935 hatte der in Offenbach am Main tätige Architekt Rudolf Schwarz hatte erste Entwürfe für eine Kirche auf einem Hügel vorgelegt. Der Kirchenbau des Jahres 1953 basiert hingegen auf Entwürfen des Würzburger Architekten Erwin van Aaken, der nach 1945 gemeinsam mit Albert Boßlet tätig war. Am 2. März 1953 erfolgte der erste Spatenstich, und am 26. April wurde der Grundstein gelegt.

## Gebäude
Die geostete Kirche ist 43 m lang und 16 m breit, der mit Pfeilern akzentuierte Haupteingang befindet sich an der Südseite, ebenso der 25 m hohe Turm. Das Sgraffito des Aschaffenburger Künstlers Bruno Supernok über dem Portal zeigt den Hl. Bruder Konrad, vom Betrachter aus links Szenen aus der Pfarrei und rechts Szenen aus dem Leben des Bruders Konrad in Altötting. Am 1. September installierten die Strietwälder Jakob Klein, Willi und Josef Böhnlein das von ihnen gestiftete 4,50 m hohe Turmkreuz. Das Kreuz besteht aus Eisen und ist vergoldet, in der Kupferkugel, auf der sich das Kreuz erhebt, befindet sich ein Täfelchen mit der Inschrift: „Angefertigt aus Dankbarkeit für die glückliche Heimkehr aus dem Weltkrieg“.

### Inneres
Im Innern der Kirche erhebt sich im Ost-Chor über sechs Stufen der Altar mit Tabernakel. Im Westen befinden sich die Orgel- und Sängerempore, darunter ein marmornes Taufbecken nach dem Entwurf des Architekten van Aaken. Die Glasmosaikfenster sind ein Werk des Kunstmalers Richard Reis aus Obernburg am Main. Am 29. November des gleichen Jahres weihte der Würzburger Bischof Julius Döpfner die Kirche. „Die Kirche, schön in die Landschaft eingefügt, beherrscht überzeugend das Ortsbild und bildet zusammen mit dem Schulgebäude eine harmonische Einheit.“
1954 wurden zwei Seitenaltäre (Maria und Josef) aufgestellt, Werke des Künstlers Alois Bergmann-Franken in Glattbach, im Herbst des Jahres der Kreuzweg aus Terrakotta, geschaffen von August Weckbecker in München. Im Rahmen der Neugestaltung des Altarraums nach Vorgaben des Zweiten Vatikanischen Konzils wurden ein neuer Altartisch, die Tabernakelsäule, das Kreuz und ein Ambo von dem Aschaffenburger Künstler Hermann Kröckel gestaltet. Das Altarbild in moderner Mosaikmalerei stammt von Hans König in Trennfurt, es zeigt auf einer stilisierten Wolke ein Kreuz zwischen den griechischen Buchstaben Alpha und Omega, darüber der thronende Christus (Geheime Offenbarung 1.12–16). Mit der letzten Renovierung 1993–1994 wurden die Seitenaltäre entfernt und durch zwei aus Spenden finanzierten Holzplastiken ersetzt: Maria mit Kind und St. Konrad.

### Orgel
Im Jahr 1957 kam eine Orgel der Werkstatt Emanuel Kemper & Sohn in Lübeck unter der Leitung von Orgelbaumeister Karl Borchert (Ingelheim) zur Aufstellung. Sie wurde im Jahr 2007 abgebrochen und durch eine Orgel der Werkstatt Freiburger Orgelbau Hartwig und Tilmann Späth ersetzt. Das zweiteilige Orgelgehäuse mit den modernen Stilelementen integriert die Glasmosaikfenster des Obernburger Kunstmalers Richard Reis. Das Instrument hat folgende Disposition:
| I Hauptwerk C–g3 |                  |       |
| 1.               | Bordon           | 16′   |
| 2.               | Prinzipal        | 8′    |
| 3.               | Gedeckt          | 8′    |
| 4.               | Flute harmonique | 8′    |
| 5.               | Viola da Gamba   | 8′    |
| 6.               | Octave           | 4′    |
| 7.               | Gemshorn         | 4′    |
| 8.               | Superoctave      | 2′    |
| 9.               | Mixtur 4-5fach   | 1 ⁄3′ |
| 10.              | Trompete         | 8′    |
|                  | Tremulant        |       |

| II Schwellwerk C–g3 |                      |        |
| 11.                 | Geigenprinzipal      | 8′     |
| 12.                 | Rohrgedeckt          | 8′     |
| 13.                 | Salicional           | 8′     |
| 14.                 | Vox coelestis        | 8′     |
| 15.                 | Octav                | 4′     |
| 16.                 | Traversflöte         | 4′     |
| 17.                 | Nasard               | 2 ⁄3′  |
| 18.                 | Octavin              | 2′     |
| 19.                 | Terz                 | 1 3⁄5′ |
| 20.                 | Piccolo              | 1′     |
| 21.                 | Trompette harmonique | 8′     |
| 22.                 | Hautbois             | 8′     |
|                     | Tremulant            |        |

| Pedal C–f1 |                     |     |
| 23.        | Prinzipalbass       | 16′ |
| 24.        | Subbass (Nr. 1)     | 16′ |
| 25.        | Octavbass           | 8′  |
| 26.        | Gedacktbass (Nr. 3) | 8′  |
| 27.        | Octav (Nr. 6)       | 4′  |
| 28.        | Bombarde            | 16′ |
| 29.        | Trompete (Nr. 10)   | 8′  |

- Koppeln:
  - Normalkoppeln: II/I, I/P, II/P
  - Suboktavkoppeln: II/I
  - Superoktavkoppeln: II/I, II/P

### Glocken
Im Turm läuten heute vier Glocken:
- die Dreifaltigkeitsglocke, 980 kg, „Zum Andenken an die Opfer des Krieges“,
- die Konradsglocke, 660 kg, „Hl. Bruder Konrad, bitte für uns“,
- die Muttergottesglocke, 380 kg, „Hl. Maria, erhalte uns den Frieden“ und
- die Josefsglocke, 270 kg, „Hl. Josef, segne unsere Arbeit“.

## Pfarrer
- Gottfried Strömel (1954–1976; zuvor seit 1946 Kuratus)
- Josef Zwickl (1977–1993)
- Charles Kelly (1994–2014)
- Robert Stolzenberger (seit 2014)